# Maciej Płażyński
Maciej Płażyński (Młynary, 10 febbraio 1958 – Smolensk, 10 aprile 2010) è stato un politico e giurista polacco, Maresciallo del Sejm dal 20 ottobre 1997 al 18 ottobre 2001.
Era tra le persone che il 10 aprile 2010 si stavano recando alla commemorazione del massacro di Katyn' a bordo del Tupolev Tu-154, che trasportava il Presidente della Polonia Lech Kaczyński, insieme alla moglie Maria e altre persone, tra cui moltissimi importanti esponenti della vita politica, economica e militare polacca. L'aereo si è schiantato in fase di atterraggio presso la base aerea di Smolensk, in Russia, uccidendo tutti i 96 passeggeri.